# Rudi Strittich
Rudolf Strittich, dit Rudi Strittich, est un footballeur international et entraîneur autrichien, né le 3 mars 1922 et mort le 11 juillet 2010.

## Biographie
Il a été joueur de SK Vorwärts Steyr, First Vienna FC, US Triestina, Unión Magdalena et Besançon RC, avant d'embrasser une carrière d'entraîneur dans les années 1950.